# Питгарт, Петр
Петр Питгарт (чеш. Petr Pithart; род. 2 января 1941 года, Кладно) — чешский политик, писатель и юрист, считается одним из «отцов-основателей» чешской политики и конституционализма. Был главой правительства Чехии после Бархотной революции и до Бархатного развода. Был первым председателем чешского Сената.
До 1968 года был членом коммунистической партии Чехословакии. Во времена нормализации подписал Хартию-77 и писал произведения для самиздата. С 1998 года является членом KDU-ČSL.

## Биография

### Жизнь до Бархатной революции
Родился 2 января 1941 года, в семье коммуниста Вилема Питгарта. Его отец подвергнут репрессиям во время оккупации немцами, после войны стал заместителем министра промышленности, позднее был послом Чехословакии в Югославии и Франции. В 70-х годах, был преследован властями Чехословакии, за протест против оккупации Чехословакии у президента Де Голля.
В 1959 году вступил в Коммунистическую партию Чехословакии. В 1963 году женился на писательнице Драгомире Громадковой. В октябре 1968 года, после подавления Пражской весны войсками ОВД, вышел из партии.
Был одним из подписантов Хартии-77. Писал книги, которые выходили в самиздате. Вместе с Миланом Отагалем и Петром Пржигодой под псевдонимом «PODIVEN» написал книгу «Чехи в истории Нового времени», в которой авторы подвергали сомнению мифы из чешской истории, например, чешского национального возрождения, возникновения современной чешской нации или послевоенного изгнания немцев из Чехословакии. Однако некоторые историки, например историк Вера Оливова, критически оценивают книгу, считая её взглядом на историю через призму универсалистского католицизма, ставя под сомнение само создание чехословацкого государства и его представителей Масарика и Бенеша.

### Председатель правительства
Во время Бархатной революции вступил в Гражданский форум и стал членом его координационного совета. В конце января 1990 года, был кооптирован в палату наций Федерального собрания Чехословакии. Был членом федерального собрания до выборов в июне 1990 года.
В феврале 1990 года стал председателем правительства Чешской Социалистической Республики (позднее Чешской Республики) в рамках Чехословацкой Социалистической Республики (позднее Чехо-Словацкой Федеративной Республики). В 1990-1992 годах в качестве премьер-министра, участвовал в ряде встреч с представителями правительства Словацкой Республики, на которых должна была быть достигнута договоренность о разграничении полномочий между национальными республиками и федеральными властями. Эти встречи начались на рубеже марта и апреля 1990 года, когда он встретился с премьер-министром Словакии Миланом Чичем. Первая официальная встреча правительств Чехии и Словакии состоялась в начале августа 1990 года в Тренчанских Теплицах. За ним последовало множество других. По мнению чешского историка Яна Рыхлика, переговоры не увенчались успехом, поскольку две республики подошли к ним с разными постулатами — чехи добивались лишь технической корректировки разделения компетенций, словаки исходили из предпосылки существования двух национальных государств, создающее новое добровольное объединение. Позднее это понятие приобрело требование о заключении договора о федерации обеими республиками. В декабре 1990 года премьер-министр Словакии Владимир Мечьяр неожиданно посетил Питгарта и намекнул, что, если чешская сторона не примет словацкие предложения, может произойти провозглашение верховенства словацких законов над федеральными и начало распада Чехословакии. Этого не произошло, но преемник Мечиара, Ян Чарногурский также оказал давление в пользу совершенно иной концепции чехословацкого государства.
Питграт был одним их сторонников сохранения Чехословакии, но не выступал против более свободного чешско-словацкого союза. Он ответил на сложные переговоры между правительствами Чехии и Словакии телевизионной речью 10 ноября 1991 года, в которой он использовал термин «двухквартирный дом» в отношении организации Чехословакии. Ян Чарногурский также ответил через несколько дней публичным выступлением и положительно отнесся к предложению Питгарта. Однако концепция двухквартирного дома была отвергнута чешскими правыми, которые в то время уже противостояли Гражданскому движению (чеш. Občanské hnutí), одному из преемников Гражданского форума, членом которого был Питгарт. Таким образом, Питгарт подвергся критике за свое заявление. Между тем срок полномочий правительства подходил к концу, так как весной 1992 года должны были состояться выборы. В феврале 1992 года Питгарт участвовал в переговорах чешских, словацких и федеральных властей в Милови близ Ждяра-над-Сазавой, где фактически был принят проект договора между чешской и словацкой сторонами. Однако в Словакии он был отвергнут HZDS и Словацкой национальной партией. В марте переговоры о государственном правовом устройстве были отложены до окончания выборов.
В 1991 году, после распада Гражданского форума, Питгарт стал соучредителем и заместителем председателя Гражданского движения, которое, однако, потерпело поражение на выборах 1992 года и даже не получило представительства в законодательных органах. После ухода с поста премьер-министра в 1992 году, временно отошел от политики.

### Сенатор
В 1996 году вернулся в политику и был избран сенатором от 44-го избирательного округа (Хрудим). Затем, был избран первым председателем чешского Сената. После выборов в 1998 году, не был избран председателем на II. созыв и стал лишь одним из рядовых заместителей председателя. На выборах в 2000 году был переизбран сенатором и был вновь был избран председателем Сената. После выборов в 2004 году, не был избран председателем Сената на V. созыв и был избран первым заместителем председателя Сената. Эту функцию он занимал до 2008 года, после выборов стал рядовым заместителем председателя и занимал эту функцию до окончания своего мандата в 2012 году. На выборах в 2012 году не принимал участия.
В документальном фильме Чешского телевидения из цикла «Экс-премьеры» (чеш. Expremiéři), Питгарт в 2013 году, заявил: «Эти две функции в сенате (...) на самом деле устраивали меня гораздо больше, чем роль премьер-министра. (…) Если бы я мог принять решение еще раз, я бы не осмелился быть премьер-министром».

### Кандидатура в президентских выборах
Был кандидатом Четырёхпартийной коалиции (чеш. Čtyřkoalice), членами которой были KDU-ČSL и Unie Svobody, на выборах президента 15 января 2003 года. По результатам трех туров голосования, Питгарт получил от 55 до 89 (из 281) голосов сенаторов и депутатов парламента и не был избран президентом.
С 2016 года велись спекуляции о возможном участии Петра Питгарта в выборах президента в 2018 году. Сначала он этого не исключал, но позже заявил, что у него уже не хватает физических сил для избирательной кампании.

## Общественная деятельность

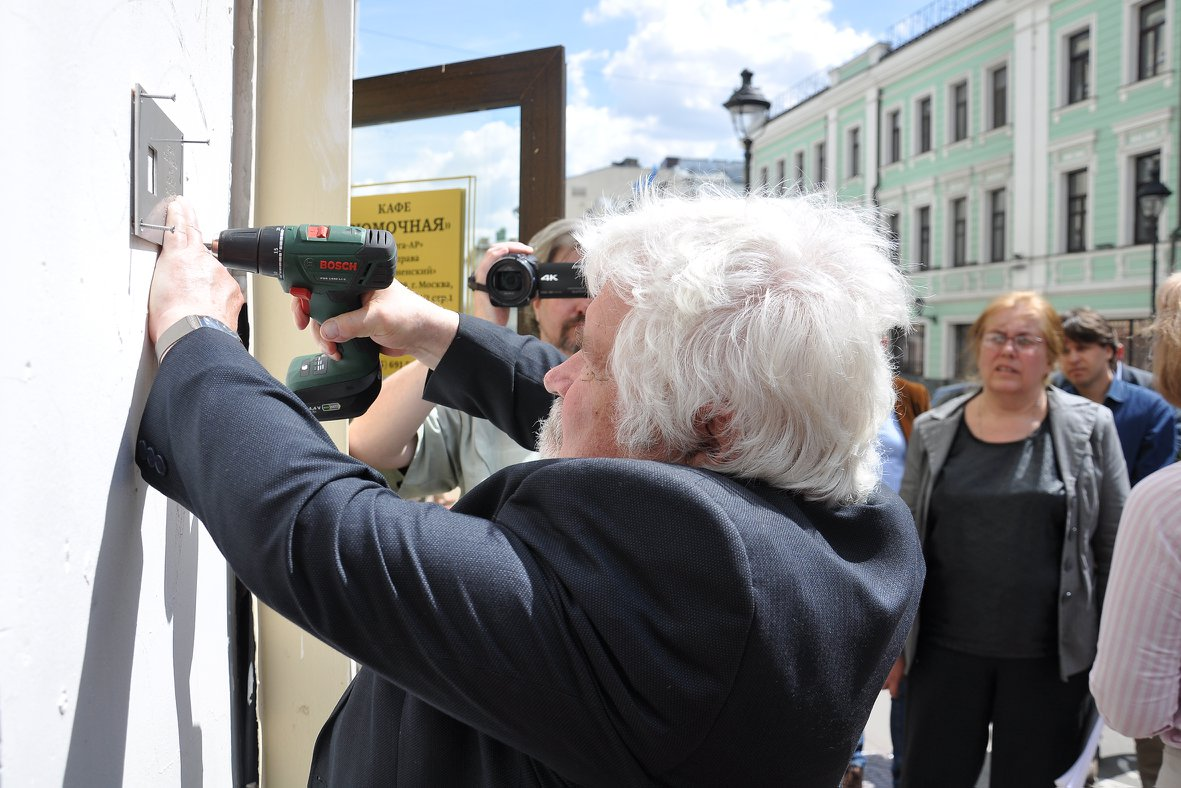
Петр Питгарт устанавливает табличку памяти убитым чехословакам. Большая Никитская 22/2, напротив зеленый дом 17

В период с 1994 года Петр Питгарт является доцентом юридического факультета Карлова университета, до 2011 года был ведущим кафедры политологии и социологии. В период с 1992 до 1994 год работал в Центрально-Европейском университете.
Долгое время был председателем «Общества Бернарда Больцано», которая занимается поддержкой чешско-германских отношений с 1990-х годов.

## Награды
Государственные
- Большой Крест Ордена Белого льва (2023)[11]

Иностранные
- Офицер ордена Почётного легиона (2004, Франция)
- Большая звезда почётного знака «За заслуги перед Австрийской Республикой» (2004, Австрия)
- Командор со звездой Ордена Заслуг перед Республикой Польша (2004, Польша)
- Большой крест заслуг со звездой и плечевой лентой Орден «За заслуги перед Федеративной Республикой Германия» (2008, Германия)
- Орден Двойного белого креста 1 класса (2018, Словакия)

Общественные
- Премия Франтишка Кригеля «За гражданскую храбрость» Фонда Хартии-77 (1991)
- Почётная медаль ТГМ от «Демократического движения Масарика» (1997)
- Художественная премия чешско-германского понимания (2010)
- Премия Internationaler Adalbert-Preis, немецкого некоммерческого фонда, которое несёт имя Адальберта Пражского (2013)
- Серебряная медаль председателя Сената Чехии (2016)[12]